# Alpenglanserebia
De Alpenglanserebia (Erebia nivalis) is een vlinder uit de onderfamilie Satyrinae van de familie Nymphalidae, de vossen, parelmoervlinders en weerschijnvlinders.
De spanwijdte van de Alpenglanserebia is 30 tot 40 millimeter.
De Alpenglanserebia komt voor in Zwitserland (omgeving Grindelwald), Oostenrijk (Brennerpas tot Niedere Tauern) en Italië (Pfitsch en Monte Peralba (Karnische Alpen)). De soort vliegt op rotsachtige steile hellingen met stukjes gras boven de boomgrens. De vlinder vliegt op hoogtes van 2100 tot 2600 meter boven zeeniveau.
De soort vliegt in een jaarlijkse generatie in juli en augustus. De Alpenglanserebia gebruikt Festuca quadriflora en mogelijk andere grassen uit het geslacht Festuca als waardplant. De rups overwintert tweemaal en ontwikkelt zich in bijna twee jaar.